# SKS Olimpia Łochów
SKS Olimpia Łochów –  polski męski klub unihokejowy z siedzibą w Łochowie, utworzony w 2007 roku z inicjatywy Pawła Wróbla i Janusza Sternickiego. Zespół od sezonu 2013/2014 gra w Ekstralidze, w której największym osiągnięciem jest 4 miejsce w sezonie 2014/2015. Obecnie trenerem i jednocześnie prezesem klubu jest Janusz Sternicki. Oprócz sekcji seniorów klub prowadzi sekcje juniorów starszych, młodszych, młodzików oraz dzieci. 

## Skład na sezon 2019/2020
| Nr         | Imię i nazwisko                 |           |
| Bramkarze  | Bramkarze                       | Bramkarze |
| ---------- | ------------------------------- | --------- |
| 1          | Emil Guzek                      |           |
| 69         | Sebastian Gąsiorek              |           |
| 90         | Kacper Oniszk                   |           |
| 92         | Mariusz Sosnowski               |           |
| Obrońcy    |                                 |           |
| 3          | Paweł Chrupek                   |           |
| 8          | Maciej Baran                    |           |
| 9          | Rafał Guzek                     |           |
| 10         | Sebastian Sternicki             |           |
| 11         | Krystian Moleń                  |           |
| 15         | Cezary Grotkowski               |           |
| 26         | Jakub Gadomski                  |           |
| 29         | Łukasz Sadolewski               |           |
| Napastnicy |                                 |           |
| 6          | Kacper Skura                    |           |
| 7          | Grzegorz Marszał (wicekapitan)  |           |
| 13         | Karol Miszczuk                  |           |
| 17         | Kacper Wierzchołowski (kapitan) |           |
| 19         | Michał Skura                    |           |
| 25         | Mateusz Sadolewski              |           |
| 85         | Emil Filipowicz                 |           |
| 95         | Dawid Skura                     |           |

## Sukcesy
Krajowe
Ekstraliga polska w unihokeju mężczyzn
- III miejsce (1 x ) - 2019/2020
- IV miejsce(1x) - 2014/2015
- V miejsce(1x) - 2017/2018
- VI miejsce(2x) - 2013/2014, 2015/2016, 2018/2019

Juniorzy starsi
- I miejsce(1x) - 2017/2018
- II miejsce(1x) - 2013/2014
- III miejsce(2x) - 2012/2013, 2016/2017
- IV miejsce(1x) - 2009/2010

Juniorzy młodsi
- I miejsce(2x) - 2017/2018, 2018/2019
- III miejsce(1x) - 2015/2016

Młodzicy
- I miejsce(2x) - 2015/2016, 2016/2017
- III miejsce(1x) - 2014/2015